# Jerry Hill
Jerry Hill (Torrington, 12 ottobre 1939) è un ex giocatore di football americano statunitense che ha militato nel ruolo di running back per tutta la carriera con i Baltimore Colts della National Football League (NFL).

## Carriera
Hill al college giocò all'Università del Wyoming di cui fu nominato giocatore del secolo nel 1992. Fu scelto nel corso del terzo giro (35º assoluto) nel Draft NFL 1961 dai Baltimore Colts. Con essi giocò per tutta la carriera fino al 1970. La sua miglior stagione a livello statistico fu quella del 1965 in cui corse 516 yard e segnò 5 touchdown. Nel 1968 partì come titolare nel Super Bowl III dove i favoritissimi Colts furono battuti a sorpresa dai New York Jets della American Football League. Si laureò campione due anni dopo quando Baltimore batté i Dallas Cowboys nel Super Bowl V.

## Palmarès
- Campionati NFL : 1

Baltimore Colts: 1968
- Super Bowl : 1

Baltimore Colts: V
- American Football Conference Championship: 1

Baltimore Colts: 1970